# Sichelfleckpanzerwels
Der Sichelfleckpanzerwels (Gastrodermus hastatus, Synonym: Corydoras hastatus) ist ein kleiner Süßwasserfisch in der Familie der Panzer- und Schwielenwelse. Er erreicht eine maximale Standardlänge von 2,4 Zentimeter und ist in Südamerika von Zentralbrasilien bis Paraguay beheimatet. Der Sichelfleckpanzerwels ist eine der wenigen Panzerwelsarten, die auch die mittleren Wasserschichten bewohnt.
Zu dem Artzusatz hastatus finden sich in der Erstbeschreibung keine Angaben. Möglicherweise bezieht er sich auf den pfeilförmigen Fleck auf der Basis der  Schwanzflosse (lat. hastatus, Speerträger).

## Merkmale
Eigenmann und Eigenmann beschrieben den Sichelfleckpanzerwels als seitlich abgeflacht und vergleichsweise schlank. Das Kopfprofil gerade und abfallend, die Schnauze abwärts gebogen und die Augen groß. Die Barteln am Maul reichen nicht bis hinter die Augen, die Unterlippe endet in zwei weiteren Barteln. An der Seite des hellbraunen Fisches endet ein tiefschwarzes Band an einem großen pfeilförmigen Fleck an der Basis der Schwanzflosse (Caudale) der weiß umrandet ist. Am Weiß befindet sich wiederum ein schmaler schwärzlicher Rand. Dahinter ist die Schwanzflosse düster gefärbt. Auf jeder Körperseite verläuft ein schwarzes Band von etwas hinter der Bauchflosse (Ventrale) bis hinter die Afterflosse (Anale). Körper und Flossen sind mit winzigen schwarzen Punkten bedeckt.
Der Stachelstrahl der Rückenflosse (Dorsale) ist etwas kürzer als der Kopf und sitzt von der Schnauze etwa die zweifache Strahllänge entfernt. Der Stachelstrahl der Brustflosse (Pectorale) ist etwas länger als der der Rückenflosse und auf beiden Seiten schwach gesägt. Die Schwanzflosse ist tief gegabelt.
- Flossenformel: D I/7–8, A 7–8[3]

## Aquaristik
Der zierliche Fisch ist für die Haltung in Aquarien in hohem Maße geeignet, auch im Gesellschaftsbecken, wo er aber wegen seiner geringen Größe nicht zusammen mit räuberischen oder aggressiven Fischen gehalten werden sollte. Sichelfleckpanzerwelse sind ausgesprochene Schwarmfische. Wie seine Gattungsgenossen ist der Sichelfleckpanzerwels ein Darmatmer, so dass er freien Zugang zur Wasseroberfläche benötigt.